# نادي النصر (السعودية)
نادي النصر السعودي لكرة القدم هو  نادٍ كرة قدم سعودي محترف، أُسس عام 1955، مقرّه في العاصمة السعودية الرياض يُلقبْ الفريق من قبل مشجعيه بـالعالمي بسبب مشاركته وتمثيله لقارة آسيا في أول كأس العالم للأندية بعدما فاز بلقب كأس السوبر الآسيوي في عام 1998، وقد حصد على جائزة اللعب النظيف في تلك البطولة. ويلقب أيضاً بـ القاري كونه أول نادي آسيوي يلعب مباريات رسمية في 4 قارات مختلفة وهي آسيا وأفريقيا وأمريكا الجنوبية وأوروبا. قدم نادي النصر العديد من اللاعبين الكبار أمثال ماجد عبد الله وسالم مروان وناصر الجوهر ويوسف خميس ومحيسن الجمعان وفهد الهريفي ومرحوم المرحوم وتوفيق المقرن ومبروك التركي وصالح المطلق.
يلعب النصر مبارياته الرسمية على ملعبه الأول بارك الذي يتسع لحضور 25 ألف متفرج. بينه وبين نادي الهلال تنافس كروي، حيث يخوض الفريقان مباريات تعرف بديربي الرياض.

## تاريخ النادي

### البدايات والانتصارات (1955–1989)
تأسس نادي النصر في عام 1955 من قبل حسين الجبعاء وزيد الجبعاء. وكانوا يتدربون في ملعب قديم في غزالة الشرطة غرب حديقة الفتاح حيث كان هناك ملعب كرة قدم صغير وغرفة صغيرة لتخزين الكرات والقمصان. بالإضافة إلى آل الجعبة وإخوانه، كان علي وعيسى العويس من أوائل العاملين في النادي.
كان النادي يعمل كنادي هواة حتى عام 1960 عندما تم تسجيله رسميًا في الرئاسة العامة لرعاية الشباب. وأصبح الأمير عبد الرحمن بن سعود رئيسًا للنصر. بدأ النصر في دوري الدرجة الثانية السعودي. وتأهل النصر إلى الدرجة الأولى في عام 1963 بعد فوزه التاريخي على شباب مكة بهدف سجله اللاعب ميرزا أمان. وخلال السبعينيات والثمانينيات، فاز النادي بستة بطولات دوري، وستة كؤوس ملك، وثلاثة كؤوس ولي العهد، وثلاث كؤوس للاتحاد. وتمحور نجاح الفريق حول «الثلاثي الذهبي السعودي» وهم ماجد عبد الله وفهد الهريفي ومحيسن الجمعان.
ويُذكر بأن عبد الله النزهان كان أول لاعب تسلم شارة القيادة في النادي. وكان أول مجلس إداري للنادي برئاسة أحمد عبد الله وعتيق بن ناصر سكرتيرًا، ومحمد الشافعي مساعد سكرتير، وعلي بن عبد المحسن أمينًا للصندوق، ونادر المتعب عضوًا، وعبده عويشي عضوًا، وقيس بن عبد الرحمن العيسى عضوًا.

### حقبة التسعينيات (1989–2002)
في التسعينيات، فاز النصر بلقبين الدوري السعودي الممتاز، ولقب لكأس الملك، وكأس الاتحاد. كما حققوا نجاحًا في العديد من البطولات الدولية، وفازوا بكأس الخليج للأندية، وكأس أبطال الكؤوس الآسيوية، وكأس السوبر الآسيوي. ومثل النادي قارة آسيا في كأس العالم للأندية 2000 في البرازيل. وفي البطولة، لعب النصر ضد نادي كورينثيانز وريال مدريد ونادي الرجاء الرياضي، واحتل المركز الثالث في المجموعة، وفاز النصر بجائزة اللعب النظيف في البطولة.

### النكسات (2003–2007)
بعد اعتزال الثلاثي الذهبي، مر النصر في نكسات كبيرة. في عام 2006–07، نجى النادي من الهبوط في اليوم الأخير من الموسم، مما دفع أعضاء الشرف في النادي لوضع خطة فعالة لإنقاذ النادي.

### العودة إلى الواجهة (2008–حتى الآن)
بعد ما تم تحسين وضع الفريق، فاز بكأس الاتحاد السعودي عام 2008 ضد غريمه نادي الهلال. واحتل النادي المركز الثالث في الدوري موسم 2009–10 وضمن مقعد في دوري أبطال آسيا للموسم التالي. في موسم 2011–12، وصل النصر إلى نهائي كأس الملك لكن خسر أمام نادي الأهلي بنتيجة 4-1. وفي موسم 2012–13، استمر النصر لاستعادة مستواه المعهود الذي كان عليه سابقًا، حيث بلغ نهائي كأس ولي العهد لكن خسر أمام الهلال بركلات الترجيح.
في موسم 2013–14، حقق النصر أخيرًا الثنائية وذلك بتحقيق بطولتي الدوري السعودي الممتاز، وكأس ولي العهد ضد غريمه التقليدي نادي الهلال. وتأهل الفريق إلى دوري أبطال آسيا 2015 بعد هذا الإنجاز.
في موسم 2014–15، استمر النصر بالدفاع عن لقب الدوري، عن طريق الفوز بالدوري مرة أخرى. وأيضًا وصل إلى نهائي كأس خادم الحرمين الشريفين، ووصل إلى نصف نهائي كأس ولي العهد.

## شعار النادي
توجد عدة أندية تحمل نفس الاسم في كلٍ من عمان والكويت والبحرين والإمارات وليبيا والعراق، لكن نادي النصر السعودي كان أول من أخذ هذا الاسم.[بحاجة لمصدر]
يمثل شعار النادي خريطة الجزيرة العربية بألوانه الصفراء والزرقاء. حيث يمثل اللون الأصفر رمال الجزيرة العربية والأزرق بحر العرب والخليج العربي والبحر الأحمر المحيطه بشبه الجزيرة العربية. تم استبدال الشعار القديم بـ «نسخة حديثة»، إلا أنه لا يزال مشابه لشعار النادي القديم. يمثل الشعار الجديد فريق كرة القدم فقط بينما يمثل الشعار القديم النادي ككل.

شعار النصر من 2011 إلى 2020
شعار النصر من 2020 إلى 2025

## الرعاة
منذ بداية موسم 2013–14، كان النصر يفتقر إلى الرعاة. في موسم 2014–15، تمكن نادي النصر من الحصول على عدة رعاة، بما في ذلك شركة أمواج الدولية (UGINE)، و موبايلي لشراكة متنامية تمتد لمدة 5 سنوات.

### رعاة للملابس الرياضية
| الفترة    | الشركة المصنعة للطقم | الراعي الرئيسي للقميص      |
| --------- | -------------------- | -------------------------- |
| 1989–1990 | دواريج               | لا يوجد                    |
| 1997–2001 | نايكي                | لا يوجد                    |
| 2006–2008 | لوتو                 | الجوال                     |
| 2008–2010 | لوتو                 | إس تي سي                   |
| 2010–2012 | نايكي                | إس تي سي                   |
| 2012–2013 | متجر نادي النصر      | إس تي سي                   |
| 2013–2014 | متجر نادي النصر      | Nassrawi.com               |
| 2014–2017 | متجر نادي النصر      | موبايلي                    |
| 2017–2018 | نيو بالانس           | لا يوجد                    |
| 2018–2021 | فيكتوري              | الاتحاد للطيران            |
| 2021–2022 | فيكتوري              | ليبارا                     |
| 2022–2023 | دوونس                | شرفة                       |
| 2023–2024 | نايكي                | مركز الملك عبد الله المالي |
| 2024–     | أديداس               | مركز الملك عبد الله المالي |

## الإنجازات

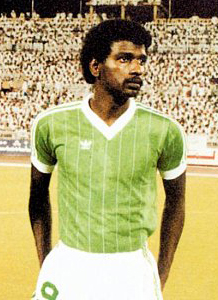
ماجد عبد الله الهداف التاريخي للنادي واللاعب الأكثر مُشاركة.

فاز الفريق الأول لكرة القدم بنادي النصر السعودي بـ28 بطولة رسمية معتمدة ومجموع بطولاته الودية والرسمية وغير الرسمية معًا تتجاوز الـ47 بطولة. تم الاعتراف بالنادي من قبل الفيفا كأول ناد آسيوي يلعب على المستوى الدولي، وكذلك أول ناد في العالم يفوز بجائزة الفيفا للعب النظيف في كأس العالم للأندية. وعلى المستوى القاري، شارك النصر في 4 نهائيات آسيوية، حقق فيها لقبين كأس الكؤوس الآسيوية وكأس السوبر الآسيوي، ووصيفاً مرتين.

### المحلية
بطولات سعودية للأندية على المستوى المحلي نظمت من قبل الاتحاد السعودي لكرة القدم:
- الدوري السعودي (الدوري بجميع مسمياته الرسمية):[14]

 البطل (9): 1974–75، 1979–80، 1980–81، 1988–89، 1993–94، 1994–95، 2013–14، 2014–15، 2018–19
 الوصيف (7): 1976–77، 1977–78، 1978–79، 1990–91، 2000–01، 2019–20، 2022–23.
- كأس الملك

 البطل (6): 1974، 1976، 1981، 1986، 1987، 1990.
 الوصيف (8): 1967، 1971، 1973، 1989، 2012، 2015، 2016، 2019.
- كأس ولي العهد

 البطل (3): مواسم: 1973، 1974، 2013.
 الوصيف (4): 1991، 1996، 2012، 2016
- كأس الاتحاد السعودي (كأس الأمير فيصل):

 البطل (3): 1975، 1997، 2007.
 الوصيف (3): 1993، 2000، 2008.
- كأس السوبر السعودي

 البطل (2): 2019، 2020
 الوصيف (2): 2014، 2015.

### الآسيوية
بطولات آسيوية للأندية على المستوى القاري نظمت من قبل الاتحاد الآسيوي لكرة القدم:
- كأس الكؤوس الآسيوية

 البطل (1): 1997
 المركز الثاني (1):1991
- كأس السوبر الآسيوي

 البطل (1): 1998
- دوري أبطال آسيا

 البطل (0)
 المركز الثاني (1): 1995

### العربية
بطولات عربية للأندية على المستوى الإقليمي:
- كأس الخليج العربي للأندية

 البطل (2): 1996، 1997
 المركز الثاني (1): 2008
- كأس العرب للأندية الأبطال

 البطل (1): 2023

## المواسم الأخيرة
جدول يوضح أداء الفريق الأول لكرة القدم بنادي النصر خلال المواسم الأخيرة:
| الموسم  | الدوري                 | المركز | كأس الملك   | كأس السوبر  | كأس ولي العهد | أبطال آسيا      |
| ------- | ---------------------- | ------ | ----------- | ----------- | ------------- | --------------- |
| 2007–08 | الدوري السعودي الممتاز | الخامس | ربع النهائي | لم تقم      | دور الـ16     | لم يتأهل        |
| 2008–09 | دوري المحترفين السعودي | الخامس | ربع النهائي | لم تقم      | نصف النهائي   | لم يتأهل        |
| 2009–10 | دوري المحترفين السعودي | الثالث | الثالث      | لم تقم      | ربع النهائي   | لم يتأهل        |
| 2010–11 | دوري المحترفين السعودي | الخامس | ربع النهائي | لم تقم      | نصف النهائي   | دور الـ16       |
| 2011–12 | دوري المحترفين السعودي | السابع | الوصيف      | لم تقم      | ربع النهائي   | لم يتأهل        |
| 2012–13 | دوري المحترفين السعودي | الرابع | ربع النهائي | لم تقم      | الوصيف        | لم يتأهل        |
| 2013–14 | دوري المحترفين السعودي | البطل  | دور الـ16   | -           | البطل         | -               |
| 2014–15 | دوري المحترفين السعودي | البطل  | الوصيف      | الوصيف      | نصف النهائي   | مرحلة المجموعات |
| 2015–16 | دوري المحترفين السعودي | الثامن | الوصيف      | الوصيف      | ربع النهائي   | مرحلة المجموعات |
| 2016–17 | دوري المحترفين السعودي | الثالث | ربع النهائي | -           | الوصيف        | لم يتأهل        |
| 2017–18 | دوري المحترفين السعودي | الثالث | ربع النهائي | -           | ألغيت البطولة | لم يتأهل        |
| 2018–19 | دوري المحترفين السعودي | البطل  | نصف النهائي | -           | ألغيت البطولة | ربع النهائي     |
| 2019–20 | دوري المحترفين السعودي | الوصيف | الوصيف      | البطل       | ألغيت البطولة | نصف النهائي     |
| 2020–21 | دوري المحترفين السعودي | السادس | نصف النهائي | البطل       | ألغيت البطولة | نصف النهائي     |
| 2021–22 | دوري المحترفين السعودي | الثالث | ربع النهائي | -           | ألغيت البطولة | نصف النهائي     |
| 2022–23 | دوري المحترفين السعودي | الوصيف | نصف النهائي | نصف النهائي | ألغيت البطولة | لم يتأهل        |
| 2023–24 | دوري المحترفين السعودي | الوصيف | الوصيف      | نصف النهائي | ألغيت البطولة | ربع النهائي     |
| 2024–25 | دوري المحترفين السعودي |        | دور الـ16   | الوصيف      | ألغيت البطولة | نصف النهائي     |

## تشكيلة الفريق

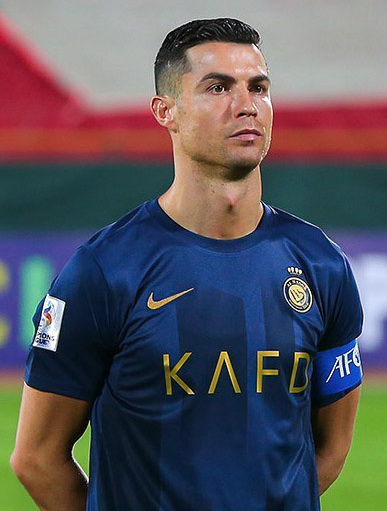
كريستيانو رونالدو قائد الفريق

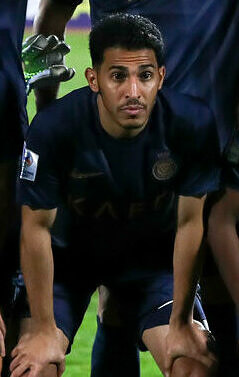
سلطان الغنام نائب القائد

مصدر
ملاحظة: تشير الأعلام إلى المنتخب بحسب قواعد الأهلية المعتمدة من قبل الفيفا؛ تنطبق بعض الاستثناءات المحدودة. وقد يحمل اللاعبون أكثر من جنسية لا تعترف بها الفيفا.
| الرقم | البلد    | المركز | اللاعب             |
| ----- | -------- | ------ | ------------------ |
| 2     | السعودية | مدافع  | سلطان الغنام       |
| 3     | فرنسا    | مدافع  | محمد سيماكان       |
| 4     | السعودية | مدافع  | محمد آل فتيل       |
| 6     | السعودية | وسط    | مختار علي          |
| 7     | البرتغال | مهاجم  | كريستيانو رونالدو  |
| 8     | السعودية | وسط    | عبد المجيد الصليهم |
| 10    | السنغال  | مهاجم  | ساديو ماني         |
| 11    | كرواتيا  | وسط    | مارسيلو بروزوفيتش  |
| 12    | السعودية | مدافع  | نواف بوشل          |
| 16    | السعودية | مهاجم  | محمد مران          |
| 17    | السعودية | وسط    | عبد الله الخيبري   |
| 19    | السعودية | وسط    | علي الحسن          |
| 20    | البرازيل | وسط    | أنجيلو غابرييل     |
| 23    | السعودية | وسط    | أيمن يحيى          |
| 24    | البرازيل | حارس   | بينتو              |
| 25    | البرتغال | وسط    | أوتافيو            |

| الرقم | البلد    | المركز | اللاعب                |
| ----- | -------- | ------ | --------------------- |
| 27    | إسبانيا  | مدافع  | إيميرك لابورت         |
| 29    | السعودية | وسط    | عبد الرحمن غريب       |
| 36    | السعودية | حارس   | راغد النجار           |
| 44    | السعودية | حارس   | نواف العقيدي          |
| 50    | السعودية | مدافع  | ماجد قشيش             |
| 51    | السعودية | مهاجم  | عبد الرحمن العنزي U19 |
| 54    | السعودية | مهاجم  | فارس سالم U19         |
| 58    | السعودية | مدافع  | محمد هزازي U19        |
| 60    | السعودية | مهاجم  | سعد حقوي U19          |
| 61    | السعودية | حارس   | مبارك البوعينين U19   |
| 70    | السعودية | مدافع  | عواد أمان U19         |
| 71    | السعودية | وسط    | مبارك الدوسري U19     |
| 78    | السعودية | مدافع  | علي لاجامي            |
| 80    | البرازيل | وسط    | ويسلي                 |
| 83    | السعودية | مدافع  | سالم النجدي           |
| 94    | البرازيل | مهاجم  | تاليسكا               |

### لاعبون غير مسجلين
ملاحظة: تشير الأعلام إلى المنتخب بحسب قواعد الأهلية المعتمدة من قبل الفيفا؛ تنطبق بعض الاستثناءات المحدودة. وقد يحمل اللاعبون أكثر من جنسية لا تعترف بها الفيفا.
| الرقم | البلد    | المركز | اللاعب      |
| ----- | -------- | ------ | ----------- |
| 14    | السعودية | وسط    | سامي النجعي |

| الرقم | البلد    | المركز | اللاعب       |
| ----- | -------- | ------ | ------------ |
| --    | السعودية | مدافع  | حمد آل منصور |

### المعارون
ملاحظة: تشير الأعلام إلى المنتخب بحسب قواعد الأهلية المعتمدة من قبل الفيفا؛ تنطبق بعض الاستثناءات المحدودة. وقد يحمل اللاعبون أكثر من جنسية لا تعترف بها الفيفا.
| الرقم | البلد    | المركز | اللاعب                                     |
| ----- | -------- | ------ | ------------------------------------------ |
| 1     | السعودية | حارس   | أمين بخاري (معار إلى نادي ضمك)             |
| 5     | السعودية | مدافع  | عبد الإله العمري (معار إلى نادي الاتحاد)   |
| 30    | السعودية | مهاجم  | مشاري النمر (معار إلى نادي ضمك)            |
| 38    | السعودية | وسط    | فهد الطالب (معار إلى نادي النجمة)          |
| 42    | السعودية | مدافع  | منصور الشمري (معار إلى نادي الجبيل)        |
| 46    | السعودية | وسط    | عبد العزيز العليوه (معار إلى نادي الاتفاق) |

| الرقم | البلد    | المركز | اللاعب                                  |
| ----- | -------- | ------ | --------------------------------------- |
| 55    | السعودية | مدافع  | عبد العزيز الفرج (معار إلى نادي الطائي) |
| 57    | السعودية | مهاجم  | مهند براح (معار إلى نادي الصقر)         |
| 66    | السعودية | مدافع  | وليد صابر (معار إلى نادي الجيل)         |
| 92    | السعودية | مهاجم  | فهد الزبيدي (معار إلى نادي العروبة)     |
| 99    | السعودية | مدافع  | آسر هوساوي (معار إلى نادي الجبيل)       |
| --    | السعودية | وسط    | راكان الغامدي (معار إلى نادي نيميخن)    |

## الجهاز الفني والإداري

### مجلس الإدارة
- عبد الله بن عبد الرحمن الماجد (رئيس مجلس إدارة شركة نادي النصر)
- رائد عبد الله إسماعيل
- عبد العزيز عبد الله العمران
- حمود عثمان الرميان
- مرام عايد الجهني
- أنس محمد آل الشيخ

### الإدارة الرياضية
| المدير الرياضي                         | سيماو كوتينيو   | الرئيس التنفيذي     | خوسيه سيميدو (مكلّف) |
| مساعد المدير الرياضي ورئيس قسم الكشافة | أدريان إسباراغا | مدير فريق كرة القدم | عمر هوساوي          |
| رئيس الكشافة                           | رافا جيل        | كشاف المواهب        | مارسيلو سالازار     |

| المدير الفني       | جورجي جيسوس    | العلاج الطبيعي |               |
| مساعد المدير الفني | جواو كارلوس    | المدير الطبي   | كارلوس ميغيل  |
| مساعد المدير الفني | فابيو جيسوس    | محلل تقني      | جيل هينريكي   |
| مدرب اللياقة       | مارسيو سامبايو | محلل تقني      | تياجو أوليفير |
| مدرب الحراس        | توني مينجوال   | المدرب التقني  | رودريغو أراخو |

## المدربون السابقون
- أحمد الجوكر (1960–62)
- أحمد عبدالله (1962–65)
- لمعت قطنا (1966–67)
- عبدالمجيد ترناح (1967–69)
- حسن سلطان (1969–70)
- زكي عثمان (1971)
- ميمي عبد المجيد (1972)
- حسن خيري (1973–74)
- محمود أبو رجيلة (1975)
- فيفاس (1976)
- ليوبيسا بروشتش (1976–79)
- شيكو فورميغا (1980–81)
- ماريو زاغالو (1981)
- فرانسيسكو سارنو (1983)
- خوسيه سيرا (1983)
- باولو سيزار كاربجياني (1983–84)
- روبرت هيربان (1985–86)
- بيلي بينغهام (1987–88)
- جويل سانتانا (1988–89)
- يوسف خميس (1989)
- كلاوديو دوارت (1990)
- ناصر الجوهر (1990–91)
- دراغوسلاف سيكولاراك (1992)
- قاديس (1992–93)
- ناصر الجوهر (1993)
- ماجد عبد الله (1993)
- جين فيرنانديز (1993–94)
- هنري ميشيل (1995)
- يوسف خميس (1995)
- جين فيرنانديز (1995–96)
- إيلي بلاتشي (1996–97)
- ديميتار بينيف (1997)
- دوشان أوهرين (1997–98)
- جين فيرنانديز (1998)
- خوسيه دوترا دوس سانتوس (1998–99)
- بروسوبيو كاردوسو (1999)
- ميلان جيفادينوفيتش (2000)
- يوسف خميس (2000)
- أرتور جورج (2000–01)
- هيكتور نونيز (2001)
- صالح المطلق (2001)
- جورج هابيجر (2001–02)
- خوليو أسد (2002–03)
- ليوبيشا تومباكوفيتش (2003)
- ميركيا ريدنيك (2004)
- محسن صالح (2004)
- ديميتار ديميتروف (2004–05)
- ماريانو باريتو (2005–06)
- خالد القروني (2006)
- يوسف خميس (2006)
- أرتور جورج (2006)
- جورج هابيجر (2006–07)
- إيدنالدو باتريسيو (2007)
- فوكي بوي (2007)
- خوليو أسد (2007)
- رادان غاسانين (2008)
- إدغاردو باوزا (2009)
- خورخي دا سيلفا (2009–10)
- والتر زينغا (2010)
- دراغان سكوسيتش (2011)
- جوستافو كوستاس (2011)
- علي كميخ (2011)
- فرانشيسكو ماتورانا (2011–12)
- جوزيه دانيال كارينيو (2012–14)
- راؤول كانيدا (2014)
- خورخي دا سيلفا (2014–15)
- رينيه هيغيتا (مؤقت) (2015)
- فابيو كانافارو (2016)
- رينيه هيغيتا (مؤقت) (2016)
- راؤول كانيدا (2016)
- زوران ماميتش (2016–17)
- باتريس كارتيرون (2017)
- ريكاردو غوميش (2017)
- جوستافو كوينتيروس (2017–18)
- جوزيه دانيال كارينيو (2018)
- روي فيتوريا (2019–20)
- ألين هورفات (مؤقت) (2020–2021)
- مانو مينيزس (2021)
- بيدرو ايمانويل (2021)
- ميغيل أنخيل روسو (2021-22)
- رودي غارسيا (2022–23)
- دينكو إيليتشيتش (caretaker) (2023)
- لويس كاسترو (2023–2024)
- ستيفانو بيولي (2024–2025)

## رؤساء النادي

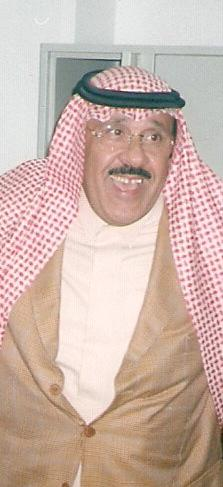
عبد الرحمن بن سعود كان رئيسًا للنصر لأكثر من 39 سنة.

بحسب التاريخ الأصفر (نادي النصر)، تظل فترة الراحل الأمير عبد الرحمن بن سعود هي الأطول في تاريخ رئاسة النادي، وفيما يلي قائمة رؤساء النادي:
| رقم | الإسم                              | من   | إلى      |
| --- | ---------------------------------- | ---- | -------- |
| 1   | زيد الجبعاء                        | 1955 | 1956     |
| 2   | أحمد عبد الله                      | 1956 | 1960     |
| 3   | محمد أسعد الوهيبي                  | 1960 | 1960     |
| 4   | محمد أحمد العديني                  | 1960 | 1960     |
| 5   | الأمير عبد الرحمن بن سعود          | 1960 | 1969     |
| 6   | الأمير سلطان بن سعود               | 1969 | 1975     |
| 7   | الأمير عبد الرحمن بن سعود          | 1975 | 1997     |
| 8   | الأمير فيصل بن عبد الرحمن بن سعود  | 1997 | 2000     |
| 9   | الأمير عبد الرحمن بن سعود          | 2000 | 2005     |
| 10  | الأمير ممدوح بن عبد الرحمن بن سعود | 2005 | 2006     |
| 11  | الأمير فيصل بن عبد الرحمن بن سعود  | 2006 | 2009     |
| 12  | الأمير فيصل بن تركي بن ناصر        | 2009 | 2017     |
| 13  | سلمان المالك                       | 2017 | 2018     |
| 14  | سعود السويلم                       | 2018 | 2019     |
| 15  | صفوان السويكت                      | 2019 | 2021     |
| 16  | مسلي آل معمر                       | 2021 | 2024     |
| 17  | إبراهيم المهيدب                    | 2024 | 2024     |
| 18  | عبد الله الماجد                    | 2024 | حتى الآن |

## نجوم الفريق عبر التاريخ
آسيا
- ماجد عبد الله
- فهد الهريفي
- فهد المهلل
- فؤاد أنور
- سعود الحمالي
- محيسن الجمعان
- سعد الحارثي
- عبدالرحمن القحطاني
- حسين عبد الغني
- محمد نور
- عبده عطيف
- أحمد الدوخي
- فهد الغشيان
- بدر الحقباني
- عبد الرحمن البيشي
- ضياء هارون
- سعد الجوهر
- درويش سعيد
- ناصر الجوهر
- توفيق المقرن
- يوسف خميس
- عيد الصغير
- عبد الله عبدربه
- محمد سعد العبدلي
- سعود أبو حيدر
- أحمد الدنيني
- هاشم سرور
- علي كميخ
- مبروك التركي
- سعد السدحان
- فهد اليحيى
- سالم مروان
- صالح المطلق
- صالح اليحيى
- عبد الله الثنيان
- مساعد الطرير
- مرحوم المرحوم
- وليد الطرير
- ناصر الفهد
- حسن حمران
- رياض الأحمري
- خالد الدحيدح
- سلمان القريني
- مصطفى ادريس
- إبراهيم العيسى
- خالد العبودي
- إبراهيم ماطر
- مضحي الدوسري
- إبراهيم الشويع
- نهار الظفيري
- عدنان عبد الشكور
- عبد الله القرني
- محسن الحارثي
- خالد الفرحان
- صالح الداود
- حسين هادي
- شاكر العليان
- رزق سالمين
- عبد الله بن صليح
- عبد العزيز الجنوبي
- طلال المشعل
- محمد الخوجلي
- فيصل سيف
- ماجد الدوسري
- محمد السهلاوي
- حسن الراهب
- نايف هزازي
- عبد الله العنزي
- إبراهيم غالب
- بندر العمران
- هادي شريفي
- أحمد جهوي
- ناصر الحلوي
- تيسير الصقعبي
- خالد التركي
- خالد الصبياني
- نشأت أكرم
- بدر المطوع
- مساعد ندا
- محمد سالم العنزي
- محمد حسين
- حسن ربيع
- عماد الحوسني
- لي تشون سو
- كيم بيونغ سوك
- كيم جين سو
- جوناثان ماكين
- برادلي جونز
- شوكت مولاجانوف
- جلال الدين ماشاريبوف

أفريقيا
- أحمد بهجا
- هشام بوشروان
- سماحي تريكي
- محمد فوزير
- يونس مختار
- نور الدين أمرابط
- عبد الرزاق حمد الله
- سعد لكرو
- موسى صايب
- عبد المؤمن جابو
- عنتر يحيى
- مراد دلهوم
- الحاج بوقاش
- عصام المرداسي
- عبد الكريم النفطي
- فرجاني ساسي
- المهدي بن سليمان
- خالد حمود
- عماد النحاس
- حسام غالي
- حسني عبد ربه
- روك بوسكاب
- جونيور كابانانغا
- أداما سيسي
- أوهين كينيدي
- كولمن
- موديبو مايغا
- أحمد موسى
- فاضل كيتا
- يوسف فوفانا
- يايا مالك
- إنج فيكتور
- ماما دوصو
- ماساميسو تشانغاي
- رزاق أموتوسي
- باسكال فيندونو
- وليام جيبور
- فينسنت أبوبكر

أوروبا
- خريستو ستويتشكوف
- هوجو كاردوزو بورفيريو
- حسين أزميجاني
- ألبان ميها
- رازوان كوتسيش
- أفيدو بتري
- إيفان توميشاك
- مارين توماسوف
- أدريان مييرجيفسكي
- أنجيلوس خاريستياس

أمريكا الجنوبية
- برونو أوفيني
- بيتروس أراوخو
- جوليانو دي باولا
- فينيسيوس ريتشي
- هيرناني دي سوزا
- ماركينيوس جابرييل
- رافائيل باستوس
- إيفرتون راموس دا سيلفا
- ليوناردو بيريرا
- ألتن رودريغز برانداو
- مايكون بيريرا روكي
- جيري
- مارسيلو كاريوكا
- دينيلسون
- جونيور
- التون خوزيه
- إيدر قواتيريز
- واجنر
- أندرسون تاليسكا
- خوليو سيزار بالديفييزو
- كارلوس تينوريو
- خايمي أيوفي
- اوتيلينو تينوريو
- سيرجيو هيريرا
- خوان بابلو بينو
- بلانكو
- روبيرتو بالاسيوس
- كريستيان راموس
- فيكتور ألبرتو فيغاروا
- داميان مانسو
- بيتي مارتينيز
- راميرو فونيس موري
- خوان مارسير
- فيكتور أيالا
- فابيان إستويانوف
- رودريجو مورا
- جوناثان رودريغيز

## إنجازات النادي بالتفصيل
وهي موزعة على النحو التالي :
| الترتيب | البطولة                                 | التاريخ      | رئيس النادي         | قائد الفريق       | المدرب                   |
| ------- | --------------------------------------- | ------------ | ------------------- | ----------------- | ------------------------ |
| 1       | دوري الدرجة الثانية                     | 1383هـ       | عبد الرحمن بن سعود  | عبد الله النزهان  | الوطني أحمد عبد الله     |
| 2       | الدوري السعودي العام                    | 1386هـ/1966م | عبد الرحمن بن سعود  | سعد الجوهر        | لمعت قطنا                |
| 3       | الدوري السعودي العام                    | 1387هـ/1967م | عبد الرحمن بن سعود  | سعد الجوهر        | عبد المجيد ترنة          |
| 4       | الدوري السعودي العام                    | 1388هـ/1968م | عبد الرحمن بن سعود  | سعد الجوهر        | عبد المجيد ترنة          |
| 5       | كأس شهداء فلسطين                        | 1389هـ       | سلطان بن سعود       | سعد الجوهر        | الوطني حسن سلطان         |
| 6       | الدوري السعودي العام                    | 1389هـ/1969م | سلطان بن سعود       | سعد الجوهر        | الوطني حسن سلطان         |
| 7       | الدوري السعودي العام                    | 1390هـ/1970م | عبد الرحمن بن سعود  | سعد الجوهر        | الوطني حسن سلطان         |
| 8       | الدوري السعودي العام                    | 1391هـ/1971م | عبد الرحمن بن سعود  | سعد الجوهر        | المصري زكي عثمان         |
| 9       | بطولة الشرقية                           | 1391هـ       | عبد الرحمن بن سعود  | سعد الجوهر        | المصري زكي عثمان         |
| 10      | بطولة الشرقية                           | 1392هـ       | عبد الرحمن بن سعود  | سعد الجوهر        | المصري ميمي عبد الحميد   |
| 11      | الدوري السعودي العام                    | 1392هـ/1972م | عبد الرحمن بن سعود  | سعد الجوهر        | المصري ميمي عبد الحميد   |
| 12      | كأس ولي العهد                           | 1393هـ/1973م | عبد الرحمن بن سعود  | سعد الجوهر        | السوداني حسن خيري        |
| 13      | الدوري السعودي العام                    | 1394هـ/1974م | عبد الرحمن بن سعود  | سعد الجوهر        | السوداني حسن خيري        |
| 14      | كأس الملك                               | 1394هـ/1974م | عبد الرحمن بن سعود  | ناصر الجوهر       | السوداني حسن خيري        |
| 15      | كأس ولي العهد                           | 1394هـ/1974م | عبد الرحمن بن سعود  | ناصر الجوهر       | السوداني حسن خيري        |
| 16      | الدوري السعودي التصنيفي                 | 1395هـ/1975م | عبد الرحمن بن سعود  | ناصر الجوهر       | المصري محمود أبو رجيله   |
| 17      | كأس الملك                               | 1396هـ/1976م | سلطان بن سعود       | ناصر الجوهر       | اليوغسلافي بروشتش        |
| 18      | كأس الاتحاد السعودي                     | 1396هـ/1976م | سلطان بن سعود       | ناصر الجوهر       | اليوغسلافي بروشتش        |
| 19      | الدوري السعودي الممتاز                  | 1400هـ/1980م | عبد الرحمن بن سعود  | توفيق المقرن      | البرازيلي فورميقا        |
| 20      | الدوري السعودي الممتاز                  | 1401هـ/1981م | عبد الرحمن بن سعود  | يوسف خميس         | البرازيلي فورميقا        |
| 21      | كأس الملك                               | 1401هـ/1981م | عبد الرحمن بن سعود  | يوسف خميس         | البرازيلي فورميقا        |
| 22      | كأس الملك                               | 1406هـ/1986م | عبد الرحمن بن سعود  | يوسف خميس         | الفرنسي هيربان           |
| 23      | كأس الملك                               | 1407هـ/1987م | عبد الرحمن بن سعود  | يوسف خميس         | الإيرلندي بيلي بنقهام    |
| 24      | بطولة الأمير تركي بن ناصر               | 1408هـ       | عبد الرحمن بن سعود  | حسن حمران         | جويل سانتانا             |
| 25      | الدوري السعودي الممتاز                  | 1409هـ/1989م | عبد الرحمن بن سعود  | يوسف خميس         | جويل سانتانا             |
| 26      | بطولة الأمير تركي بن ناصر               | 1410هـ       | عبد الرحمن بن سعود  | مساعد الطرير      | البرازيلي كلاديو ديوراتي |
| 27      | كأس الملك                               | 1410هـ/1990م | عبد الرحمن بن سعود  | ماجد عبد الله     | جويل سانتانا             |
| 28      | الدوري السعودي الممتاز                  | 1414هـ/1994م | عبد الرحمن بن سعود  | فهد الهريفي       | الفرنسي فرنانديز         |
| 29      | الدوري السعودي الممتاز                  | 1415هـ/1995م | عبد الرحمن بن سعود  | ماجد عبد الله     | الوطني يوسف خميس         |
| 30      | كأس الأندية الخليجية                    | 1416هـ/1996م | عبد الرحمن بن سعود  | ماجد عبد الله     | الفرنسي فرنانديز         |
| 31      | كأس الأندية الخليجية                    | 1417هـ/1997م | فيصل بن عبد الرحمن  | ماجد عبد الله     | الروماني بلاتشي          |
| 32      | كأس الاتحاد السعودي                     | 1418هـ/1997م | فيصل بن عبد الرحمن  | محيسن الجمعان     | البلغاري بنييف           |
| 33      | كأس الكؤوس الآسيوية                     | 1418هـ/1997م | فيصل بن عبد الرحمن  | ماجد عبد الله     | الفرنسي فرنانديز         |
| 34      | كأس السوبر الآسيوي                      | 1419هـ/1998م | فيصل بن عبد الرحمن  | محيسن الجمعان     | البرازيلي دي سانتوس      |
| 35      | البقاع الدولية بسوريا                   | 1425هـ/2004م | ممدوح بن عبد الرحمن | محسن الحارثي      | البلغاري ديمتروف         |
| 36      | كأس الأمير فيصل                         | 1428هـ/2007م | فيصل بن عبد الرحمن  | أحمد البحري       | الأرجنتيني آساد          |
| 37      | بطولة بني ياس الدولية                   | 1432هـ/2011م | فيصل بن تركي        | حسين عبد الغني    | الأرجنتيني كوستاس        |
| 38      | بطولة الوحدة الدولية                    | 1433هـ/2012م | فيصل بن تركي        | حسين عبد الغني    | فرانشيسكو ماتورانا       |
| 39      | بطولة بني ياس الدولية                   | 1434هـ/2013م | فيصل بن تركي        | حسين عبد الغني    | دانيال كارينيو           |
| 40      | كأس ولي العهد                           | 1435هـ/2014م | فيصل بن تركي        | حسين عبد الغني    | دانيال كارينيو           |
| 41      | الدوري السعودي للمحترفين                | 1435هـ/2014م | فيصل بن تركي        | حسين عبد الغني    | دانيال كارينيو           |
| 42      | الدوري السعودي للمحترفين                | 1436هـ/2015م | فيصل بن تركي        | حسين عبد الغني    | خورخي داسيلفا            |
| 43      | دوري كأس الأمير محمد بن سلمان للمحترفين | 1440هـ/2019م | سعود آل سويلم       | برونو أوفيني      | روي فيتوريا              |
| 44      | كأس السوبر السعودي                      | 1441هـ/2020م | صفوان السويكت       | يحيى الشهري       | روي فيتوريا              |
| 45      | كأس السوبر السعودي                      | 1442هـ/2021م | صفوان السويكت       | عبد الله مادو     | ألين هورفات              |
| 46      | كأس العرب للأندية الأبطال               | 1445هـ/2023م | مسلي آل معمر        | كريستيانو رونالدو | لويس كاسترو              |

## المنافسات

### ديربي الرياض
ديربي السعودية أو كما يعرف باسم ديربي الرياض أو العاصمة هو ديربي كرة قدم بين فريقين من مدينة الرياض الواقعة في إقليم نجد بوسط المملكة العربية السعودية وتحديداً بين نادي النصر ونادي الهلال، يقام الديربي ضمن منافسات الدوري السعودي الممتاز وفي بعض الأحيان ضمن بطولات أخرى مثل كأس الملك وكأس ولي العهد وكأس السوبر وهو من الديربيات القلائل التي لعبت في ملعب واحد لسنوات عديدة على ملعب الملز ثم بعدها على ملعب استاد الملك فهد الدولي وهو ملعب كرة القدم الرئيسي في مدينة الرياض، وتصل طاقته الاستيعابية إلى 67000 متفرج ويسمى شعبياً «درّة الملاعب».
أقيم أول لقاء بين الفريقين عام 1958 وانتهى بفوز النصر بنتيجة 1-0 ودياً بينما كان اللقاء الأول رسمياً في عام 1964 ضمن تصفيات كأس الملك التي كانت تلعب بنظام الدوري على مستوى كل منطقة وانتهى بالتعادل بنتيجة 1-1.
الجدول الآتي يوضح تاريخ المباريات بين الغريمين منذ بدايتها حتى أخر ديربي جمعهما في 04 أبريل 2025 في منافسات الدوري السعودي والذي انتهى بفوز النصر بنتيجة 3 - 1.
| المسابقات                | المواجهات | الفوز | الفوز  | التعادل | الأهداف | الأهداف |
| المسابقات                | المواجهات | النصر | الهلال | التعادل | النصر   | الهلال  |
| ------------------------ | --------- | ----- | ------ | ------- | ------- | ------- |
| الدوري السعودي           | 106       | 32    | 42     | 32      | 125     | 158     |
| كأس الملك                | 21        | 5     | 11     | 5       | 20      | 36      |
| كأس ولي العهد            | 11        | 3     | 8      | 0       | 11      | 20      |
| كأس السوبر               | 4         | 1     | 3      | 0       | 5       | 7       |
| كأس الإتحاد              | 23        | 8     | 6      | 9       | 28      | 26      |
| دوري الوسطى              | 15        | 11    | 2      | 2       | 35      | 18      |
| البطولات الآسيوية        | 1         | 0     | 1      | 0       | 1       | 2       |
| البطولات العربية         | 4         | 1     | 1      | 2       | 4       | 4       |
| إجمالي المباريات الرسمية | 185       | 61    | 74     | 50      | 229     | 271     |
| المباريات الودية         | 11        | 3     | 5      | 3       | 8       | 9       |
| جميع المباريات           | 196       | 64    | 79     | 53      | 237     | 280     |

## بطولة العالم للأندية
من أبرز إنجازات نادي النصر هو التأهل إلى مونديال كأس العالم للأندية كأول فريق آسيوي بعد تحقيقه لكأس السوبر الأسيوي 1998 م ولذا يلقب من قبل جماهيره بلقب (العالمي).
وقد واجه نادي النصر السعودي في هذه البطولة عدة أندية عالمية:
| ريال مدريد                                                            | 3 – 1             | النصر                       |
| --------------------------------------------------------------------- | ----------------- | --------------------------- |
| بلال أنيلكا 21' · راؤول 62' · بورتوليني بيمينتل سافيو 69' (ركلة جزاء) | (تقرير من الفيفا) | فهد الهريفي 45' (ركلة جزاء) |

| الرجاء البيضاوي                                          | 3 – 4             | النصر                                                          |
| -------------------------------------------------------- | ----------------- | -------------------------------------------------------------- |
| عمر نيجاري 13' · بوشعيب المباركي 81' · طلال القرقوري 87' | (تقرير من الفيفا) | فؤاد أنور 3' · أحمد بهجا 48' · فهد الهريفي 50' · موسى صايب 87' |

| النصر | 0 – 2             | كورنثيانز                   |
| ----- | ----------------- | --------------------------- |
|       | (تقرير من الفيفا) | ريكاردينيو 24' · رينكون 81' |

### المجموعة الأولى
1. عنصر قائمة مرقمة

| الفرق           | لعب | فاز | تعادل | خسر | له | عليه | الفرق | النقاط |
| --------------- | --- | --- | ----- | --- | -- | ---- | ----- | ------ |
| كورينثيانز      | 3   | 2   | 1     | 0   | 6  | 2    | +4    | 7      |
| ريال مدريد      | 3   | 2   | 1     | 0   | 8  | 5    | +3    | 7      |
| النصر           | 3   | 1   | 0     | 2   | 5  | 8    | −3    | 3      |
| الرجاء البيضاوي | 3   | 0   | 0     | 3   | 5  | 9    | −4    | 0      |

### تشكيلة النصر في البطولة
| الرقم  | الدولة   | اسم اللاعب         |        |        |        |
| الحراس | الحراس   | الحراس             | الحراس | الحراس | الحراس |
| ------ | -------- | ------------------ | ------ | ------ | ------ |
| 1      | السعودية | مضحي الدوسري       |        |        |        |
| 22     | السعودية | محمد الخوجلي       |        |        |        |
| 9      | السعودية | محمد شريفي         |        |        |        |
| الدفاع |          |                    |        |        |        |
| 2      | السعودية | ناصر الحلوي        |        |        |        |
| 5      | المغرب   | سماحي تريكي        |        |        |        |
| 4      | السعودية | صالح بوشاهين       |        |        |        |
| 12     | السعودية | حمد الخثران        |        |        |        |
| 16     | السعودية | عبد العزيز الجنوبي |        |        |        |
| 20     | السعودية | محسن الحارثي       |        |        |        |
| 21     | السعودية | هادي شريفي         |        |        |        |
| 23     | السعودية | إبراهيم الشويع     |        |        |        |
| الوسط  |          |                    |        |        |        |
| 3      | السعودية | فيصل سيف           |        |        |        |
| 6      | السعودية | إبراهيم ماطر       |        |        |        |
| 8      | السعودية | فهد الهريفي        |        |        |        |
| 10     | السعودية | فؤاد أنور          |        |        |        |
| 14     | السعودية | أحمد بن نصيب       |        |        |        |
| 17     | السعودية | منصور الموسى       |        |        |        |
| 18     | السعودية | عبد الله القرني    |        |        |        |
| الهجوم |          |                    |        |        |        |
| 7      | السعودية | فهد المهلل         |        |        |        |
| 11     | السعودية | محيسن الجمعان      |        |        |        |
| 13     | المغرب   | أحمد بهجا          |        |        |        |
| 15     | السعودية | نهار الظفيري       |        |        |        |
| 19     | الجزائر  | موسى صايب          |        |        |        |
| المدرب |          |                    |        |        |        |
| -      | صربيا    | ميلان زيفادينوفيتش |        |        |        |

## انفرادات وأولويات نادي النصر السعودي
1. النصر هو أول نادي آسيوي يصل لكأس العالم للأندية.[22]
2. النصر هو أول نادي يحصل على جائزة اللعب النظيف في بطولة العالم للأندية.
3. النصر هو أول فريق في المملكة يحصل على بطولة كأس الاتحاد السعودي.[23][24]
4. النصر هو أول نادي سعودي يصل لنهائي كأس الكؤوس الأسيوية وذلك عام 1992.[25][26]
5. النصر صاحب أكبر نتيجة في تاريخ مسابقات الكرة السعودية وذلك بفوزه على النجمة 18/صفر وكان ذلك في كأس الملك عام 1389هـ. [بحاجة لمصدر]
6. أول نادي يحقق أحد نجومه لقب هداف الدوري 6 مرات وصاحب هذا الإنجاز هو ماجد عبد الله.[27]

## وصلات خارجية
- الموقع الرسمي